# Mangora corocito
Mangora corocito là một loài nhện trong họ Araneidae.
Loài này thuộc chi Mangora. Mangora corocito được Herbert Walter Levi miêu tả năm 2007.